# 運庵普巌
運庵普巌（うんあん ふがん）は、南宋時代に華中東部で活動した臨済宗松源派の禅僧。松源下2世。

## 生涯
浙東の明州で生まれる。俗姓は杜氏、字は少瞻。出家の後、石鼓希夷と無用浄全の許で修業し、淳熙11年（1184年）に平江府の澄照禅院の松源崇嶽に参禅した。松源崇嶽に従い常州の報恩光孝寺・無為県冶父山の実際禅院へ移り、18年ぶりに大悟してその法を継いだ。
嘉泰2年（1202年）、兄が故郷の明州に建立した運庵に移る。開禧2年（1206年）、鎮江府の大聖普照禅院の住持となる。以後、真州の光孝寺さらに安吉州の道場山護聖万寿禅寺に歴住。
宝慶2年8月4日（1226年8月28日）寂。その語録として運庵普巌禅師語録が編まれた。虚堂智愚及び石帆惟衍がその法を嗣いだ。